# نمر بربري
النمر البربري أو نمر الأطلس (الاسم العلمي: Panthera pardus panthera) (بالإنجليزية: Barbary leopard)‏ سابقًا كان يعتبر نويع للنمر ولكن حاليًا يعتبر أحد جمهرات النمر الإفريقي، عاشت هذه الحيوانات تاريخيًا في بلاد المغرب وقد كان من المألوف رؤيتها في جبال الأطلس ولكن اليوم وبسبب صيدها وقتلها وقلة الفرائس اختفت ومن المرجح انقراضها ولكن هناك من يزعم رؤية النمور البربرية وقد كانت هناك عدة بعثات للبحث عن هذه الحيوانات المراوغة ولكن كل هذه الجهود لم تجدي نفعًا وحتى يومنا الحالي لم يتم توثيق أي نمر بربري.

## الغذاء
تاريخيًّا كان يصطاد النمر البربري الأيل البربري والغزال والمكاك البربري والأروي البربري والثدييات الصغيرة.

## المسكن
كان يقطن النمر البربري جبال الأطلس في الجزائر وتونس والمغرب ومن غير المعروف هل مازال موجودًا أم لا.

## الوصف
النمر البربري أقصر من النمر الأفريقي وجسمه أكثر امتلاءً

## وصلات خارجية
- النمور الأفريقية مباشرة على كاميرات وب.
- آركيف: صور ومعلومات عن النمور البربرية.